# Polygala arvicola
Polygala arvicola là một loài thực vật có hoa trong họ Polygalaceae. Loài này được Bojer miêu tả khoa học đầu tiên năm 1843.